# Pachybrachis mellitus
Pachybrachis mellitus är en skalbaggsart som beskrevs av Bowditch 1909. Pachybrachis mellitus ingår i släktet Pachybrachis och familjen bladbaggar. Inga underarter finns listade i Catalogue of Life.